# Moldavie au Concours Eurovision de la chanson 2017
La Moldavie est l'un des quarante-deux pays participants du Concours Eurovision de la chanson 2017, qui se déroule à Kiev en Ukraine. Le pays est représenté par SunStroke Project et la chanson Hey Mamma, sélectionnés via l'émission O Melodie Pentru Europa.

## Sélection
Le diffuseur moldave confirme sa participation le 25 octobre 2016, confirmant également l'utilisation du format O Melodie Pentru Europa comme système de sélection. L'émission ne comportera qu'une seule demi-finale contre deux les années précédentes. La demi-finale a lieu le 24 février 2017 et la finale le 24 février 2017.
Lors de cette demi-finale, quatorze chansons sont en compétition. Au terme de la soirée, huit artistes se qualifient pour la finale : quatre sont d'abord choisis via le vote d'un jury de sept professionnels, quatre autres par le télévote moldave parmi les dix artistes restants. Le gagnant est désigné parmi les huit artistes restants lors de la finale, par le même système de vote.

### Chansons
Les quatorze artistes ont été annoncés le 21 janvier 2017. Par la suite, trois d'entre eux se sont retirés puis ont été remplacés.
| Artiste                           | Chanson                  |
| --------------------------------- | ------------------------ |
| Aurel Chirtoacă                   | Dor de mamă              |
| Big Flash Sound                   | Logic                    |
| Boris Covali                      | Călător                  |
| Constantin Cobîlean               | Mama                     |
| Diana Brescan                     | Breath                   |
| Emilia Russu                      | If Only You              |
| Ethno Republic & Surorile Osoianu | Discover Moldova         |
| Irina Kit                         | Baby, Don't Cry          |
| Marks & Ștefăneț                  | Join Us in the Rain      |
| Nadia Moșneagu                    | Never Give Up on Us      |
| Samir Loghin                      | Glow                     |
| Sandy C                           | A Beautiful World        |
| Sergiu Pungă                      | Ne-a fost iubirea un joc |
| SunStroke Project                 | Hey Mamma                |
| THE ONE                           | Dance                    |
| Valeria Pașa                      | Freedom                  |
| Vozniuc feat. Vio Grecu           | Don't Lie                |

### Émissions

#### Demi-finale
- Qualifié du public
- Qualifié par le jury

| #  | Artiste                           | Chanson                  | Jury | Télévote | Place |
| -- | --------------------------------- | ------------------------ | ---- | -------- | ----- |
| 1  | Vozniuc feat. Vio Grecu           | Don't Lie                | 5    | 113      | 8     |
| 2  | Emilia Russu                      | If Only You              | 2    | 81       | 12    |
| 3  | Sandy C                           | A Beautiful World        | 4    | 108      | 9     |
| 4  | Valeria Pașa                      | Freedom                  | 6    | 120      | 7     |
| 5  | Sergiu Pungă                      | Ne-a fost iubirea un joc | 0    | 99       | 10    |
| 6  | Ethno Republic & Surorile Osoianu | Discover Moldova         | 10   | —        | 2     |
| 7  | Marks & Ștefăneț                  | Join Us in the Rain      | 0    | 440      | 5     |
| 8  | Aurel Chirtoacă                   | Dor de mamă              | 7    | —        | 4     |
| 9  | Big Flash Sound                   | Logic                    | 1    | 34       | 13    |
| 10 | SunStroke Project                 | Hey, Mamma!              | 12   | —        | 1     |
| 11 | Diana Brescan                     | Breathe                  | 8    | —        | 3     |
| 12 | Nadia Moșneagu                    | Never Give Up On Us      | 0    | 16       | 14    |
| 13 | Samir Loghin                      | Glow                     | 0    | 335      | 6     |
| 14 | THE ONE                           | Dance                    | 3    | 86       | 11    |

#### Finale
| # | Artiste                           | Chanson               | Jury | Télévote | Télévote | Total | Place |
| - | --------------------------------- | --------------------- | ---- | -------- | -------- | ----- | ----- |
| 1 | SunStroke Project                 | "Hey, Mamma!"         | 10   | 1539     | 12       | 22    | 1     |
| 2 | Samir Loghin                      | "Glow"                | 3    | 217      | 7        | 10    | 7     |
| 3 | Valeria Pașa                      | "Freedom"             | 5    | 148      | 6        | 11    | 6     |
| 4 | Aurel Chirtoacă                   | "Dor de mamă"         | 6    | 63       | 3        | 9     | 8     |
| 5 | Diana Brescan                     | "Breathe"             | 8    | 127      | 5        | 13    | 3     |
| 6 | Marks & Ștefăneț                  | "Join Us in the Rain" | 4    | 471      | 8        | 12    | 4     |
| 7 | Ethno Republic & Surorile Osoianu | "Discover Moldova"    | 12   | 598      | 10       | 22    | 2     |
| 8 | Vozniuc feat. Vio Grecu           | "Don't Lie"           | 7    | 109      | 4        | 11    | 5     |

## À l'Eurovision
La Moldavie participe à la première demi-finale, le 9 mai 2017. Arrivé 2e avec 291 points, le pays se qualifie pour la finale du 13 mai 2017. C'est la première qualification du pays depuis 2013. Le pays termine 3e avec 374 points, offrant au pays son meilleur classement et son premier podium.